# Antonio Suetta
Antonio Suetta (Loano, 25 novembre 1962) è un vescovo cattolico italiano, dal 25 gennaio 2014 vescovo di Ventimiglia-San Remo.

## Biografia
Nasce a Loano, in provincia di Savona e diocesi di Albenga-Imperia, il 25 novembre 1962.

### Formazione e ministero sacerdotale
Studia filosofia e teologia nel seminario di Albenga e in quello di Genova.
Il 4 ottobre 1986 è ordinato presbitero per la diocesi di Albenga-Imperia dal vescovo Alessandro Piazza.
Dal 1987 al 1992 insegna religione presso il liceo classico statale di Imperia. Nel 1988 si licenzia in sacra teologia con una tesi su Il carattere escatologico della domenica presso la Pontificia Università Lateranense. Presso l'Istituto Superiore di Scienze Religiose diocesano è docente di teologia fondamentale, ecclesiologia e mariologia dal 1988 al 1995 e, dal 1990, docente di sacramentaria e liturgia.
Dal 1987 al 1996 è vicario parrocchiale della parrocchia di Cesio-Arzeno d'Oneglia; dal 1991 al 1994 amministratore parrocchiale della medesima parrocchia; dal 1995 al 1997 amministratore parrocchiale, e, in seguito, parroco di Caravonica. Fra il 1992 e il 1997 è anche cappellano della casa circondariale di Imperia e concorre a fondare la cooperativa sociale "Il Cammino", volta al reinserimento lavorativo di ex tossicodipendenti e detenuti, della quale è presidente fino al 2009.
Dal 1997 al 2009 è parroco-prevosto di Borgio Verezzi e direttore della Caritas diocesana. È economo diocesano dal 2005, e, nel 2011, diviene rettore del seminario vescovile di Albenga. Nel 2009 consegue il dottorato in teologia presso il Pontificio ateneo Regina Apostolorum di Roma.

### Ministero episcopale
Il 25 gennaio 2014 papa Francesco lo nomina vescovo di Ventimiglia-San Remo; succede ad Alberto Maria Careggio, dimessosi per raggiunti limiti di età. Il 1º marzo successivo riceve l'ordinazione episcopale, nella collegiata di San Giovanni Battista di Oneglia, dal cardinale Angelo Bagnasco, co-consacranti i vescovi Mario Oliveri e Vittorio Lupi. Il 9 marzo prende possesso della diocesi, nella cattedrale di Santa Maria Assunta di Ventimiglia.
Dal momento della sua nomina episcopale al 15 ottobre 2014, giorno della nomina di Vittorio Francesco Viola a vescovo di Tortona, è stato l'ordinario diocesano italiano più giovane.
È delegato per tempo libero, turismo e sport della Conferenza episcopale ligure.

## Genealogia episcopale
La genealogia episcopale è:
- Cardinale Scipione Rebiba
- Cardinale Giulio Antonio Santori
- Cardinale Girolamo Bernerio, O.P.
- Arcivescovo Galeazzo Sanvitale
- Cardinale Ludovico Ludovisi
- Cardinale Luigi Caetani
- Cardinale Ulderico Carpegna
- Cardinale Paluzzo Paluzzi Altieri degli Albertoni
- Papa Benedetto XIII
- Papa Benedetto XIV
- Papa Clemente XIII
- Cardinale Enrico Benedetto Stuart
- Papa Leone XII
- Cardinale Chiarissimo Falconieri Mellini
- Cardinale Camillo Di Pietro
- Cardinale Mieczysław Halka Ledóchowski
- Cardinale Jan Maurycy Paweł Puzyna de Kosielsko
- Arcivescovo Józef Bilczewski
- Arcivescovo Bolesław Twardowski
- Arcivescovo Eugeniusz Baziak
- Papa Giovanni Paolo II
- Cardinale Carlo Maria Martini, S.I.
- Cardinale Dionigi Tettamanzi
- Cardinale Angelo Bagnasco
- Vescovo Antonio Suetta

## Araldica
| Stemma | Blasonatura | Descrizione |
| ------ | --- | --- |
|        | Scudo d'azzurro, alla palma al naturale, fruttata d'oro, nodrita sulla campagna erbosa di verde, il fusto attraversato dal cane bracco fermo d'argento. Lo scudo è accollato alla croce astile trilobata d'oro e sormontato dal cappello vescovile verde con 12 fiocchi (1,2,3). Motto: Scio cui credidi. | La palma, allegoria dell'eloquenza e del martirio, è una pianta molto diffusa in Liguria e indica il paese natale di mons. Suetta, Loano, posto sulla Riviera delle Palme e richiama inoltre le origini agricole della famiglia, coltivatrice d'arboscelli di palma. I datteri d'oro rappresentano la ricchezza dei frutti della fede operosa. Il cane, animale caro al vescovo, simbolo di fedeltà e di vigilanza, esprime l'adesione al compito del vescovo di custodire il gregge di Cristo; il suo smalto d'argento simboleggia le virtù dell'amicizia e dell'innocenza. Il motto in latino Scio cui credidi ("So a chi ho creduto") è tratto dalla seconda lettera di San Paolo a Timoteo (1,12) ed esprime la ferma fiducia in Gesù Cristo quale fonte di salvezza per l'umanità. |

## Controversie
Nell’agosto 2016 viene coinvolto nell’indagine sul consorzio “Il Cammino” portata avanti dalla Guardia di Finanza di Albenga per associazione a delinquere finalizzata all’appropriazione indebita, malversazione ai danni dello Stato ed altri reati.
Nell'ottobre 2022 prende apertamente posizione a sostegno del neonato governo Meloni, suscitando numerose polemiche e malcontenti all'interno della comunità cattolica nonché le proteste del Partito Democratico di Sanremo.
Nell'agosto 2023, attraverso un video, comunica la sua indignazione per il "tifo sguaiato" con cui i partecipanti al funerale di Michela Murgia hanno salutato la defunta giornalista. In tale occasione ribadisce alcuni concetti a lui cari sulla concezione di famiglia che non può essere quella descritta da Michela Murgia. Al prelato risponde, attraverso un altro video, il presidente dell'Arcigay imperiese Marco Antei il quale difende, invece, il concetto di famiglia queer sostenuto dalla scrittrice sarda. Il botta e risposta ha avuto eco nazionale, al punto che il quotidiano cattolico La Nuova Bussola Quotidiana, attraverso un editoriale del direttore Riccardo Cascioli, ha manifestato preoccupazione per la mancanza di prese di posizione in difesa del vescovo sanremese da parte di altri alti prelati italiani.
Nel dicembre 2024 attacca duramente l'aborto in Italia, parlando di "mattanza" che ha mietuto "sei milioni di vittime". Al vescovo controbatte Marco Antei, presidente di Arcigay Imperia, seguito poi dall'Eurodeputato Brando Benifei, in quota Partito Democratico, e infine dai rappresentanti provinciali di Azione e Partito Democratico.
Nell'aprile 2025 viene fortemente criticato perché invece di fare giustizia mette a tacere lo scandalo che vede un suo seminarista violentato da un compagno. L’abusato viene immediatamente allontanato, l’abusatore ordinato presbitero.

## Opere
- Antonio Suetta, Il peccato e la sua remissione nella prima lettera di Giovanni, Roma, If Press - Ateneo pontificio Regina Apostolorum, 2010, ISBN 978-88-955-6543-9.
- Antonio Suetta e Diego Goso, Controcanto. La fierezza di essere ancora cattolici, Cinisello Balsamo, San Paolo, 2020, ISBN 978-88-922-2251-9.